# Standesherrschaft Lieberose
Die Standesherrschaft Lieberose, vorher Herrschaft Lieberose, war eine Adelsherrschaft mit Sitz in der Stadt Lieberose im heutigen Landkreis Dahme-Spreewald (Land Brandenburg). Burg und Stadt Lieberose waren noch bis Anfang des 14. Jahrhunderts in landesherrlichem Besitz. Die Entstehung der Herrschaft fällt wahrscheinlich in die zweite Hälfte des 14. oder in die erste Hälfte des 15. Jahrhunderts. Der Umfang der Herrschaft variiert in früheren Beschreibungen, da Teile der Herrschaft (die eigentliche Herrschaft Lieberose) ein Afterlehen der Familie von Sternberg war, andere später hinzu erworbene Teile dagegen nicht. Die Herrschaft kam 1519 in den Besitz der Familie von der Schulenburg, die den Kernbesitz bis 1943 behaupten konnte.

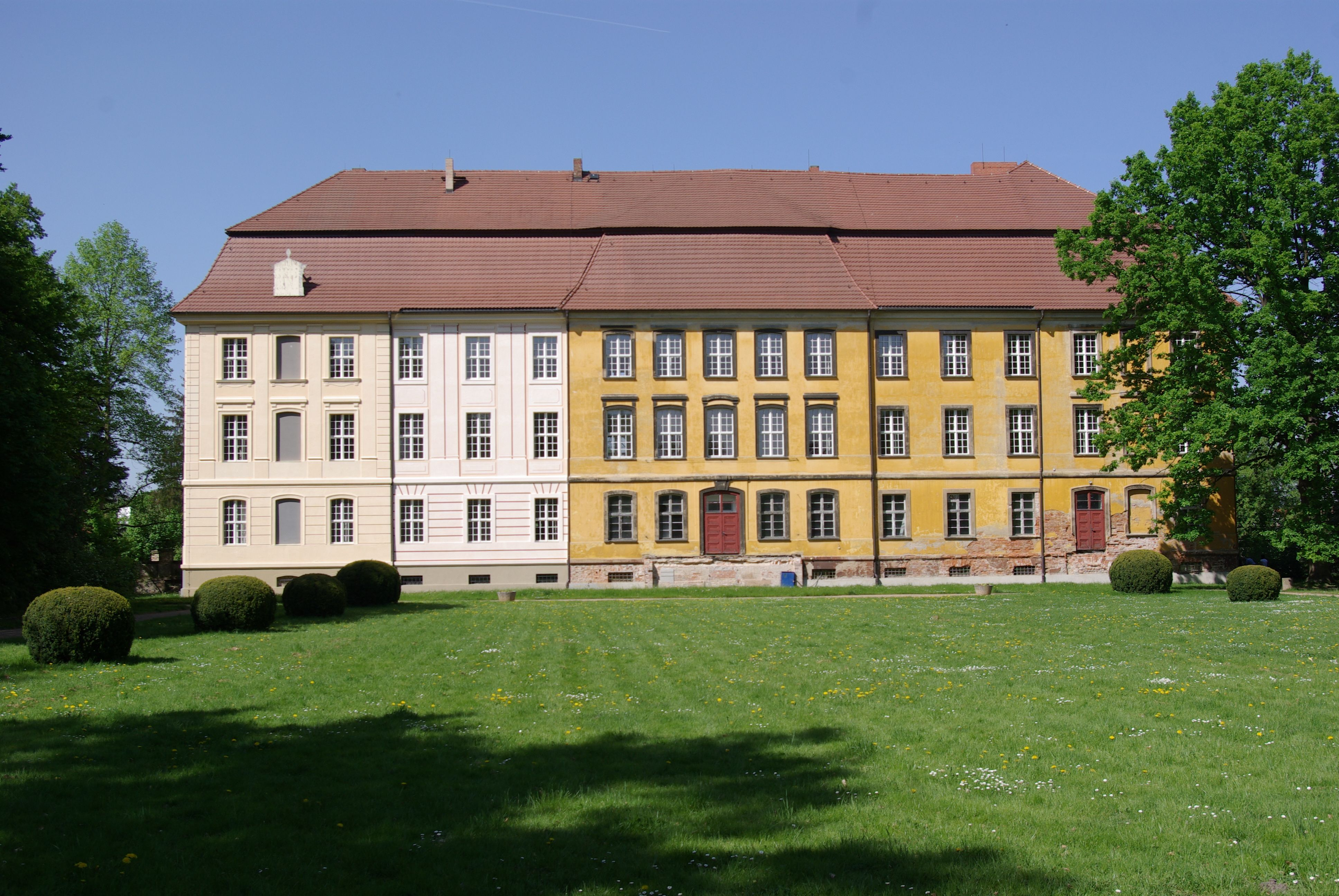
Schloss Lieberose (2009)

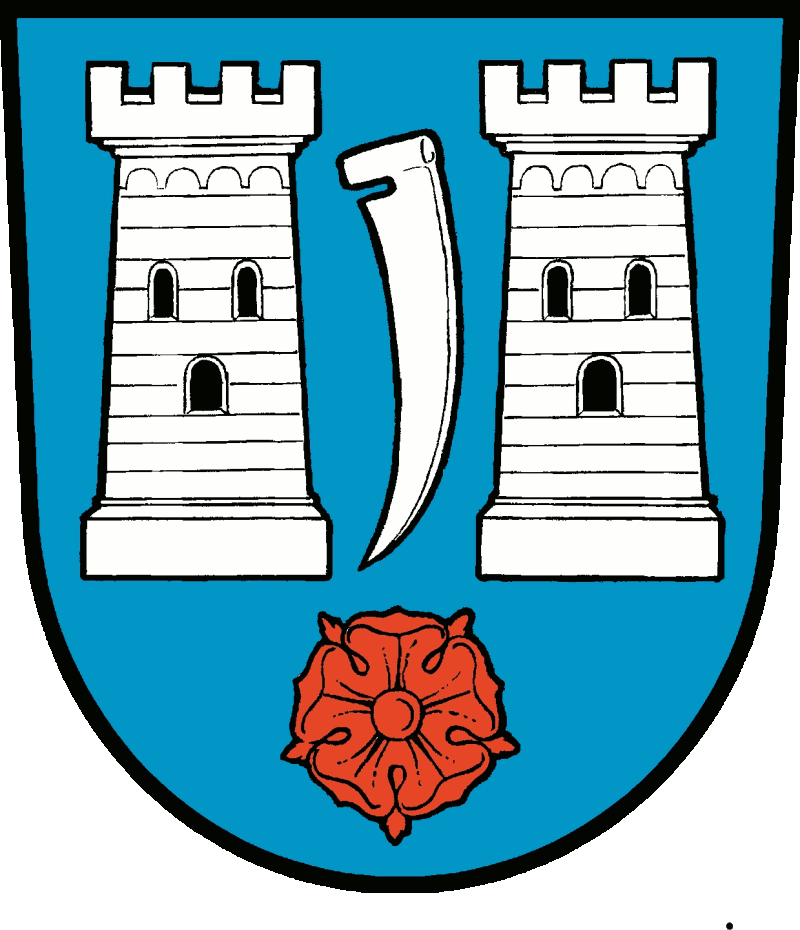
Wappen der Stadt Lieberose

## Geschichte
Zur Deckung des Wegekreuzes Frankfurt (Oder) – Bautzen und Leipzig – Posen entstand im 13. Jahrhundert eine landesherrliche Wasserburg, in deren Schutz sich eine wendische Siedlung bildete. Die Siedlung wurde 1272 erstmals, allerdings nur indirekt genannt, als ein dominus Bertholdus de Luberase als Zeuge in einer Urkunde erscheint, in der Bernhard und Reinhard von Strehla das Weichbild von Beeskow näher bestimmten. Unklar ist die Stellung des dominus Bertholdus de Luberase, Ortspfarrer oder markgräflicher Burgmann. 1295 wird dann die civitas Luberas genannt, 1302 heißt es oppidum sive civitas Lubraz. In dieser Urkunde werden ihr vom wettinischen Markgraf Dietrich IV. ihre bisherigen Privilegien bestätigt und neue Rechte wie die Zollfreiheit verliehen. Ob die Stadt in ihrer Frühzeit einmal den Herren von Strele oder Strehla gehörte, weil das Wappen von Lieberose eine Sense enthält, das Wappen der Herren von Strele zeigt drei waagrechte silberne Sensenklingen auf rotem Grund, ist urkundlich nicht belegt.

### 14. Jahrhundert
Im weiteren Verlauf des 14. Jahrhunderts war Lieberose zunächst wohl in den Pfandbesitz, später in erblichen Besitz des Friedhelm von der Dahme gekommen. 1361 verkaufte er Lieberose an Heinrich von Kittlitz. 1366 ist dieser ausdrücklich als dominus in Lieberose betitelt. 1371 wurde die Herrschaft von Kaiser Karl IV. erworben. 1392/93 war Burg und Stadt Lieberose im Besitz des Anshelm von Ronow, der von 1380 bis 1386 Landvogt der Niederlausitz war.

### 15. Jahrhundert
1411 gelangte die Herrschaft Lieberose durch Kauf an die Burggrafen von Dohna. Noch vor 1437 sollen nach Rudolf Lehmann Bartusch und Bogusch von Wesenburg in den Besitz der Herrschaften Schenkendorf und Lieberose gekommen sein. 1449 ist dann Reinhard von Kottbus im Besitz der Herrschaft. Er starb 1475 ohne Erben, so dass die Herrschaft an den damaligen Herren der Niederlausitz, den ungarischen König Matthias Corvinus fiel. Danach gab es einen Streit um die Herrschaft. König Matthias hatte Botho von Ileburg 1469 eine Verpfändung der Herrschaft Lieberose in Aussicht gestellt und ihm das 1475 auch verbrieft. 1477 erscheint er in einer Beeskower Urkunde als Herr von Lieberose. Allerdings behauptete Jaroslaw von Sternberg ältere Rechte an der Herrschaft zu haben. Er setzte sich schließlich 1477 durch und wurde als Lehnsherr anerkannt. Die Herrschaft Lieberose blieb bis 1848 Sternbergsches Lehen. Auch beim Übergang der Niederlausitz an Sachsen wurde sie vom damaligen sächsischen Kurfürsten anerkannt. Nach 1475 kam Caspar von Kracht auf Neu Zauche in den Besitz von Lieberose, der die Herrschaft 1485 an Nickel von Köckritz verkaufte. Nickel von Köckritz war von 1490 bis 1494 Landvogt in der Niederlausitz. Bereits 1484 hatte er die Herrschaften Friedland und Schenkendorf erworben, 1496 Lübbenau und Drebkau.

### 16. Jahrhundert
1499 wurden seine Söhne Hans, Nickel, Heinrich, Dietrich, Caspar, Leupold/Lippold und Poppo von Köckritz gemeinsam mit den vom Vater ererbten Gütern belehnt. Sie mussten allerdings bereits 1505 die Herrschaften Lübbenau und Schenkendorf verkaufen. Anscheinend war 1505 Caspar zum alleinigen Besitzer von Lieberose geworden. 1519 starb Caspar und der Vormund seiner unmündigen Söhne, Hans von Lidlau verkaufte die Herrschaft Lieberose für 16.000 Gulden an Jacob (I.) und Richard (II.) von der Schulenburg. Der Vater der beiden, Werner (XI.) von der Schulenburg, der in Pommern und der Uckermark ansässig gewesen war, hatte bereits 1505 die Herrschaften Lübbenau und Neu Zauche gekauft. Jacob I. von der Schulenburg übernahm Lübbenau, Richard (Reichard) II. von der Schulenburg erhielt die Herrschaft Lieberose.
Nach der Kaufurkunde von 1519, als die Herrschaft Lieberose von den von Köckritz an die von Schulenburg verkauft wurde, gehörten zur Herrschaft:
- Lieberose, Schloss und Stadt
- Behlow
- Münchhofe mit Vorwerk Klein Liebitz
- Schadow
- Doberburg mit der Mühle
- Blasdorf
- Goschen
- Pinnow mit Schäferei
- Siegadel mit der Mühle
- Zaue mit dem Zoll
- Glowe mit Wehr und Schäferei
- folgende Seen und Teiche: Schwielochsee, Großer Mochowsee, Kleiner Mochowsee, Großer Ziestesee, der Wyndrim (?), der große und kleine Schemen (Großer Zehmesee, Kleiner Zehmesee), der Goschener See (existiert nicht mehr, lag nordwestlich von Goschen), der Radduschsee, der Pinnower See, der Münchhofener See (?Pulverteich), der große Teich bei Behlow mit dem Schannen (Schwansee), die Teiche bei Münchehofe und Blasdorf, Schadow und der Hirtenteich Karoß genannt
- die Lieberoser Heide
- die Behlowsche Heide
- die Pinnowsche Heide
- Jagdgerechtigkeit

Das Dorf Siegadel war kein eigentlicher Bestandteil der Herrschaft Lieberose, also Afterlehen der von Sternberg, sondern wurde wieder von der Herrschaft abgetrennt und Jacob I. zu seiner Herrschaft Lübbenau gegeben. Aber auch in dieser Herrschaft wurde es immer gesondert behandelt.
Nach dem Tod des Richard II. 1536 erbte sein Sohn Joachim II. die Herrschaft Lieberose. Er wurde „der Reiche“ genannt und gehörte zu den reichsten Männern in der Niederlausitz. 1560 erbte er von seinem Vetter Georg (V.), Sohn des Jacob I. von der Schulenburg die Herrschaften Lübbenau und Neu Zauche sowie das Dorf Siegadel. 1565 erhielt er ein Vorkaufsrecht auf die Herrschaft Straupitz, die damals im Besitz der Burggrafen von Dohna war. 1578 konnte er das Vorkaufsrecht auf die Herrschaft Straupitz tatsächlich nutzen und die Herrschaft erwerben. In Mecklenburg-Vorpommern gehörten ihm außerdem die Herrschaften Löcknitz und Penkun. Noch vor 1574 erwarb er Möllen. Joachim II. ließ das Schloss in Lieberose ausbauen. Die Stadtkirche Lieberose erhielt durch ihn einen Chor im Stil der Renaissance, der von dem italienischen Baumeister Thaddäus Paglion (Taddeo Paglione) ausgeführt wurde. Joachim II. starb 1594; sein Epitaph befindet sich in der evangelischen Landkirche von Lieberose. Es befand sich früher in der Stadtkirche von Lieberose (jetzt Ruine).
Den großen Besitz erbte sein Sohn Richard III. Allerdings stellte sich nun heraus, dass der Besitz stark verschuldet war. Richard verkaufte das abgelegene Gut Löcknitz und kaufte dafür 1597 die sog. Zickoischen Güter (Niewisch, Pieskow und Speichrow) für 11.200 Taler. Die sog. Zickoischen Güter hatte Siegmund von Zieckau 1577 vom Kloster Neuzelle gekauft. Gegen ein Darlehen von 10.000 Talern hatte schon Joachim vom Kaiser und böhmischen König auch die Anwartschaft auf die sog. Lamsfeldschen Güter erhalten. 1597 erwarb er von Georg und Heinrich von Miehlen das Gut Terpt. Im selben Jahr erwarb er von der Stadt Luckau Korn- und Haferpächte in Hindenberg. Am 25. November 1600 starb Richard III. von der Schulenburg auf der Jagd in Pieskow. Um oder nach 1600 folgte dann noch der Erwerb des Rittergutes Trebitz der von Zabeltitz, ein Afterlehen des Klosters Neuzelle. Es könnte daher noch von Richard oder auch erst von seinem Sohn Joachim VII. erworben worden sein.

### 17. Jahrhundert
Erbe des riesigen Besitzes wurde sein Sohn Joachim VII. der am 27. Februar 1601 den Lehnbrief für alle ererbten Güter in der Niederlausitz empfing. Ihm war außerdem noch ein Anteil an Beetzendorf zugefallen. Um die Schulden zu drücken, verkaufte er bald darauf den Anteil an Beetzendorf. Die Herrschaft Straupitz verkaufte er 1615 75.000 Taler an den Obersteuereinnehmer und Landgerichtsassessor Georg von Wallwitz. Schloss und Rittergut Penkun verkaufte im selben Jahr an den Landrat Henning von der Osten. Joachim war in 1. Ehe mit Sidonia von Kittlitz verheiratet und nach deren Tod mit Maria Hedwig Burggräfin von Dohna. 1619 starb Joachim VII. von der Schulenburg. Zunächst übernahm seine Witwe die Güter. Die Schulden waren weiter angestiegen, so dass sich die Gläubiger die Herrschaften Lübbenau und Neu-Zauche abtreten ließen. 1621 kaufte Elisabeth von Distelmaier, die Witwe des Johann Casimir von Lynar die Herrschaft Lübbenau; die Herrschaft Lübbenau kam somit in den Besitz der Familie von Lynar. 1623 ging die Herrschaft Neu Zauche an den Jobst von Bredow. Nach dem Tod des Hans von der Zauche († 1622) kamen allerdings die sog. Lamsfeldschen Güter (Lamsfeld, Jamlitz, Jessern und Staakow) zum Schulenburgischen Besitz hinzu. Sie heiratete in 2. Ehe den David Heinrich von Tschirnhausen. 1643 trat Maria Hedwig Burggräfin von Dohna den Besitz an ihren Sohn Heinrich Joachim von der Schulenburg ab. 1644 wurde dieser in den Reichsfreiherrenstand erhoben. 1648 verkaufte Abt Bernhard Freiherr von Schrattenbach Gut und Dorf Trebitz, das die von der Schulenburg vom Kloster Neuzelle zu Lehen hatten, unter Aufhebung des Lehnsverhältnises um 500 Taler und 500 Scheffel Getreide Lieberoser Maßes an Heinrich Joachim von der Schulenburg zu einem freien Allod (Eigengut). Trebitz war mit der Herrschaft Lieberose in Personalunion verbunden, gehörte aber nicht zur eigentlichen Herrschaft, d. h. zum Sternbergschen Lehen. 1648 wurden auch die Lamsfeldschen Güter von einem Mannlehen in ein Allod und Erbgut umgewandelt. Heinrich Joachim wurde 1654 Landvogt der Niederlausitz, ein Amt, das er bis zur Auflösung dieses Amtes 1665 bekleidete. In seinem Testament von 1665 bildete Heinrich Joachim von der Schulenburg ein Majorat, nach der die Herrschaft Lieberose die Dörfer Behlow, Münchhofe mit Klein Liebitz, Schadow, Doberburg, Blasdorf, Goschen, Pinnow, Zaue und Möllen umfasste (aber nicht Siegadel und Glowe). Zu diesem Majorat gehörten auch die Zieckoschen Güter (Niewisch, Pieskow und Speichrow), die Lamsfeldschen Güter (Lamsfeld, Jamlitz, Jessern und Staakow), Siegadel und Trebitz.
1665 starb Heinrich Joachim ohne Leibeserben und der Besitz fiel an Achaz II. von der Schulenburg auf Beetzendorf in der Altmark, der damals Landeshauptmann der Altmark und kurfürstlich-brandenburgischer Geheimrat war. 1667 wurde er in den Reichsfreiherrenstand erhoben. Nach der Landtagsordnung von 1669 hatte die Herrschaft Lieberose Sitz und Stimme in der Herrenkurie der Niederlausitzischen Ständeversammlung. Von den drei Söhnen des Achaz, Levin Joachim, Achaz und Hans Georg starb Achaz noch vor dem Vater. Achaz (II.) starb am 25. Juni 1680 in Beetzendorf. 1681 wurde zunächst Levin Joachim mit Lieberose belehnt, der aber 1694 kinderlos starb. Nun trat der jüngste Sohn Hans Georg II. das Erbe an. Dieser war dänischer Generalmajor und hatte sich im Krieg gegen Schweden Auszeichnungen erworben. 1684 war ihm der Dannebrogorden verliehen worden.

### 18. Jahrhundert

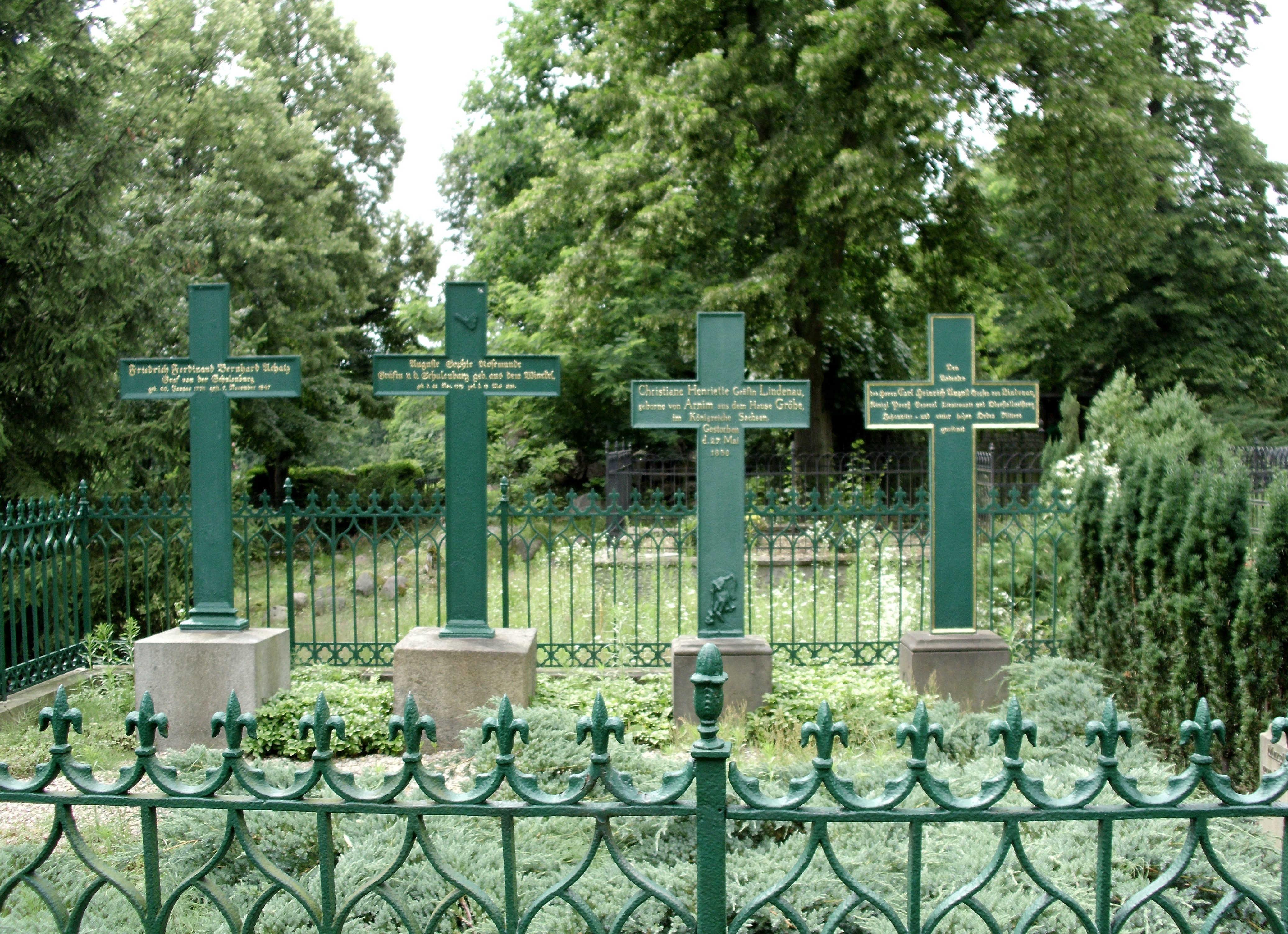
Grabkreuz des Friedrich Ferdinand Bernhard Achaz von der Schulenburg auf dem Städtischen Friedhof in Lieberose (linkes Grabkreuz)

Hans Georg von der Schulenburg starb am 19. Mai 1715 in Lieberose. Er war mit Renate von der Schulenburg, Tochter des Dietrich Hermann von der Schulenburg, mit der er elf Kinder hatte, die aber meist jung starben. Erbe war sein einzig überlebender Sohn Georg Anton. Dieser erhielt 1716 den Lehnbrief von der Sternbergschen Lehenkurie in Prag. Georg Anton war sehr aktiv in der Mehrung seines Besitzes. So kaufte er noch folgende Allodialbesitzungen hinzu:
- 1725 Groß Leuthen mit Ressen, Bückchen, Klein Leuthen, Dollgen, Klein Leine und Guhlen
- 1743 Bärenklau
- 1745 Anteil an Schuhlen
- 1749 Mochlitz und Reicherskreuz
- 1751 Leeskow

1755 hatte die Herrschaft Lieberose 2366 Einwohner. 1734 war er in den Grafenstand erhoben worden, 1749 wurde er kurfürstlich-brandenburgischer Oberjägermeister. Georg Anton baute das Schloss in Lieberose aus. Seine Ehe mit der Marquise le Roy de Valanglart blieb kinderlos. 1774 inspizierte der Sternbergsche Beamte den Sternbergschen Anteil der Herrschaft Lieberose. Damals gehörten zum Sternbergschen Anteil: Lieberose, Behlow, Blasdorf, Doberburg, Goschen, Klein Liebitz, Münchhofe, Möllen, Pinnow, Schadow und Zaue. Nach dem Tod des Georg Anton am 6. Dezember 1778 kam es zu einem erbitterten Erbschaftsstreit. Georg Anton hatte nämlich die Allodialgüter den Kindern seiner Schwester Sofie Henriette verh. Gräfin von Podewils vermacht. Der Streit entspann sich um die Frage, was Allod und was zur Herrschaft Lieberose bzw. zum Majorat zu rechnen war. Der Streit endete schließlich 1781 in einem Vergleich. Die Herrschaft Groß Leuthen ging an die Familie der Grafen von Podewils, während die Herrschaft Lieberose der Familie von der Schulenburg verblieb. Doch nun begann ein neuer Rechtsstreit unter den erbberechtigten Vettern der von der Schulenburg, der erst 1787 endgültig zugunsten des ältesten der Vettern Johann Heinrich aus der Tucheimer Linie entschieden wurde. Johann Heinrich von der Schulenburg war dänischer Generalleutnant. Er nahm die Herrschaft Lieberose 1787 in Besitz. Seine Ehe mit Friederike Luise Gräfin Knut blieb kinderlos und nach seinem Tod 1791 erbte seines jüngsten Bruders Achaz Albrecht Ludwig Sohn, Dietrich Ernst Otto Albrecht, die Herrschaft Lieberose. 1797 kaufte er noch Mochlitz hinzu.

### 19. Jahrhundert

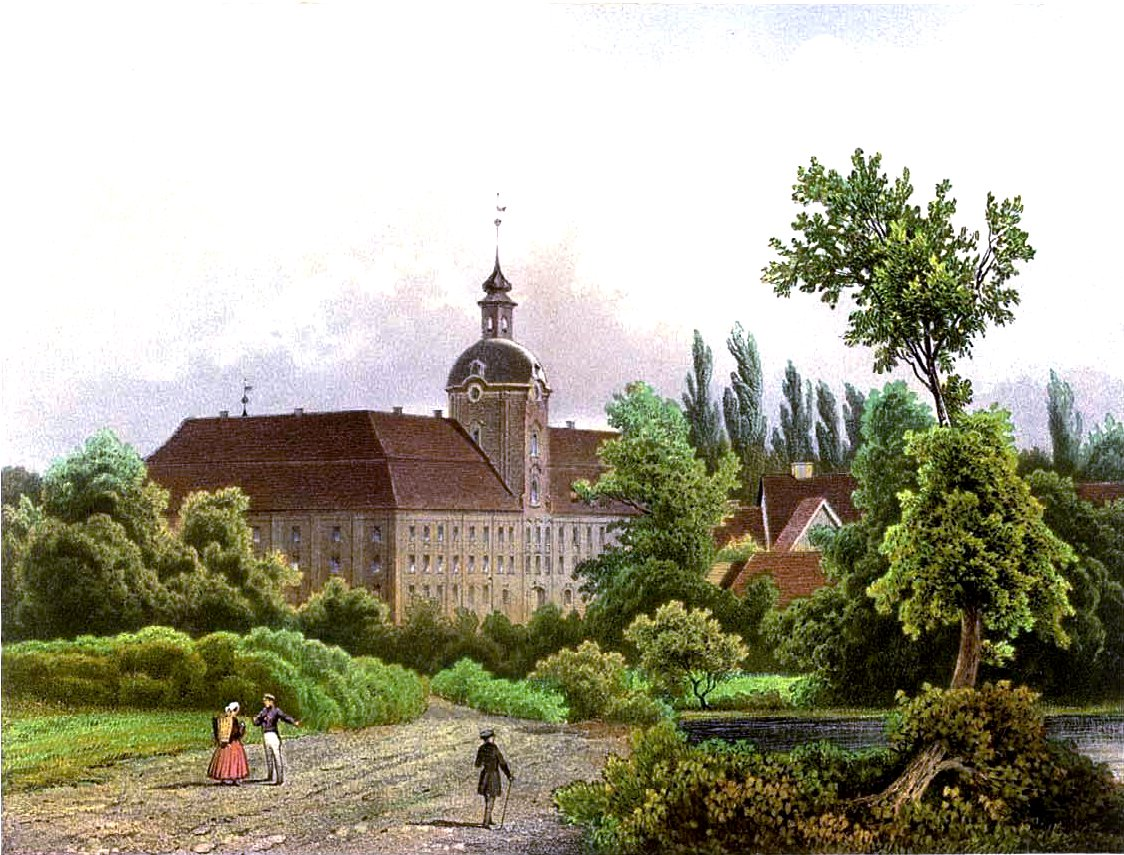
Schloss Lieberose 1861/62 (Sammlung Alexander Dunker)

Dietrich Ernst Otto Albrecht von der Schulenburg (1756–1831) hatte mit finanziellen Problemen zu kämpfen. Er verkaufte daher 1806 die Herrschaft an seinen jüngeren Bruder Friedrich Ferdinand Bernhard Achatz (1772–1847). Dieser begann seine Laufbahn auf der Ritterakademie am Dom zu Brandenburg, wurde 1816 in den erblichen preußischen Grafenstand erhoben. 1824 wurde die standesherrliche Gerichtsbarkeit aufgehoben und die Gerichtsbarkeit in der Herrschaft dem Gerichtsamt Lieberose überwiesen. 1834 beantragte der Graf die Rückübertragung der Zivilgerichtsbarkeit und erhielt diese auch 1836 zurück, trotz Widerstand seitens des Justizministeriums. 1847 starb Friedrich Ferdinand von der Schulenburg, als Landesältester der Niederlausitz. Sein Grab befindet sich auf dem Friedhof in Lieberose. Erbe war sein Sohn Friedrich Albrecht (1801–1869). 1849 ging die Patrimonialgerichtsbarkeit dann doch an das die Gerichtskommission Lieberose des Kreisgerichts Beeskow über. 1853 gehörten zum Gutsbezirk noch Schloss und fünf Vorwerke (Vorwerk am Schloss, Damme, Hollbrunn, Jamlitz und Klein Liebitz), die Abfindungsländereien, die Seen und Teiche, die Forsten (allein über 40.000 Morgen) und die kombinierten Rittergüter Lamsfeld und Trebitz von insgesamt 55.598 Morgen Land. Nach dem Topographisch-statistischen Handbuch des Regierungs-Bezirks Frankfurt a. O. aus dem Jahr 1864 umfasste die Standesherrschaft Lieberose folgende Orte (hier wurde nicht mehr nach der eigentlichen Herrschaft Lieberose, den Zieckoschen und Lamsfeldschen Gütern, Siegadel und Trebitz getrennt, wohl aber Lamsfeld als separates Rittergut aufgeführt):
- Behlow
- Blasdorf
- Doberburg (Dobberbuß mit einer Wassermühle in der Nähe des Dorfes) sowie Bahrold (Etablissement und Wassermühle = Baroldmühle), Friedrichshöhe (Waldwärter-Etablissement) und Siehenshof (Etablissement; existiert nicht mehr)
- Goschen (Goschzschen)
- Jamlitz (Schäferei, Vorwerk, drei Wassermühlen, ein Fischerhaus am Raduschsee und drei ausgebauten Gehöften), außerdem Elisabethhütte (Glashütte)
- Jessern mit Hoffnungsbai (Ablage-Etablissement mit 1 Kalkofen) und Neubrück (Etablissement)
- Klein Liebitz (mit einem Schäfereivorwerk) sowie der Heideschänke (Schank-Etablissement in der Lieberoser Forst; existiert nicht mehr)
- Möllen (mit einer Wassermühle und einer Windmühle in der Nähe des Dorfes) sowie Elisenruh (Etablissement; existiert nicht mehr)
- Münchehofe
- Niewisch mit Voigtsmühle (Wassermühle)
- Pieskow mit Annenhof (Etablissement; existiert nicht mehr)
- Pinnow (mit Windmühle und zwei ausgebauten Gehöften in der Nähe des Dorfes, ein Etablissement, früher Teerofen) sowie Eichhorst (Forst-Etablissement)
- Schadow
- Speichrow
- Siegadel (Syckadel) (mit einer Wassermühle und einer Windmühle in der Nähe des Dorfes)
- Staakow
- Zaue (mit einer Ziegelei)

1869 starb Friedrich Albrecht von der Schulenburg. Ihm folgte sein Sohn Dietrich Friedrich Joachim Graf von der Schulenburg (1849–1911).

### 20. Jahrhundert
1910 gehörte zur Herrschaft Lieberose bzw. Gutsbezirk noch 11.610 ha Land, darunter allein 9.221 ha Wald. 1911 starb Dietrich von der Schulenburg. Erbe wurde sein jüngerer Bruder Otto (1857–1945). 1929 wurde dieser Gutsbezirk mit der Stadt Lieberose vereinigt. Infolge des Gesetzes über die Aufhebung der Standesvorrechte des Adels und die Auflösung der Hausvermögen wurde der Fideikommiss Freie Standesherrschaft Lieberose 1929 aufgelöst und in eine Waldstiftung umgewandelt. Diese Form war vom Gesetz zugelassen, um größeren Waldbesitz in einer Hand zu halten. 1943 wurde die Familie von der Schulenburg enteignet, um auf den zugehörigen Forstflächen einen Truppenübungsplatz anzulegen. Letzte Besitzer waren der 1945 gestorbene Graf Otto und sein Sohn Graf Albrecht Friedrich von der Schulenburg.